# Margrit Kennedy
Margrit Kennedy, geborene Hübner (* 21. November 1939 in Chemnitz; † 28. Dezember 2013 in Steyerberg) war eine deutsche Architektin, Ökologin, Autorin und Kapitalismus-Kritikerin. Sie gilt als Freiwirtschaftsbefürworterin.

## Herkunft und Familie
Margrit Hübner wurde 1939 als erstes Kind des Unternehmerpaares Kurt und Anne Hübner geboren. Die Familie floh Ende des Krieges aus Chemnitz nach Kassel, weil die Großeltern dort lebten. Sie war seit 1961 mit Declan Kennedy verheiratet. Ihr Bruder Reinhard Hübner leitet die Hübner GmbH & Co KG in Kassel.

## Arbeit als Architektin
Margrit Kennedy wurde in Darmstadt als Architektin ausgebildet und arbeitete als Stadtplanerin und Ökologin in Deutschland, Nigeria, Schottland und in den USA. Sie wurde in „Öffentliche und internationale Angelegenheiten“ an der University of Pittsburgh zur Doktorin promoviert (PhD). Von 1972 bis 1979 führte sie Forschungsvorhaben zum Thema Schulen als Gemeinschaftszentren für das Schulbau-Institut der Länder (Berlin), die OECD und die UNESCO in 15 Ländern Europas und in Nord- und Südamerika durch. Sie leitete von 1979 bis 1984, im Rahmen der Internationalen Bauausstellung Berlin 1987, den Forschungsbereich Ökologie / Energie und Frauenprojekte, und hatte in den folgenden Jahren eine Gastprofessur für Stadtökologie an der Gesamthochschule Kassel inne. 1991 wurde sie als Professorin an den Fachbereich Architektur der Universität Hannover berufen und leitete dort bis 2002 die Abteilung „Technischer Ausbau und Ressourcensparendes Bauen“.
An der Planung und dem Bau des ökologischen Modellprojekts Lebensgarten Steyerberg mit 150 Bewohnern war sie seit 1987 beteiligt, wo sie auch bis zu ihrem Tod lebte und arbeitete.

## Arbeit am Geldsystem
Ihre Arbeit in ökologischen Projekten „... führte sie zu der Erkenntnis, dass die breitere Anwendung ökologischer Prinzipien durch einen grundsätzlichen Fehler im Geldsystem behindert wird“. So verortete sie im Zins einen Wachstumszwang. Seit den 1980er Jahren arbeitete sie an der Entwicklung alternativer Geldsysteme, veröffentlichte zahlreiche Bücher, Aufsätze und Interviews und hielt Vorträge zu monetären Themen.
Sie zählt zu den Gründern des Regiogeld-Netzwerkes, welches sich später zum Regiogeld-Verband weiterentwickelte. Weit vor der 2007er Finanzkrise inspirierte sie Regiogeld-Projekte und Komplementärwährungen in verschiedenen Regionen im deutschsprachigen Raum und darüber hinaus. 2011 initiierte Margrit Kennedy zusammen mit anderen die Initiative „Occupy Money“ und veröffentlichte ein gleichnamiges Buch. Ihre eigene Arbeit zum Geldsystem bündelte Margrit Kennedy in der „Money Network Alliance“ (Monneta), das die Forschungen und Wissensvermittlung über nachhaltige Finanzwirtschaft und komplementäre Geldsysteme auch nach dem Tod der Gründerin fortführt.
Für ihre Arbeit am Geldsystem erhielt Margrit Kennedy gemeinsam mit Bernard A. Lietaer 2012 in Stockholm den Utstickarpris.

## Werke
- Occupy Money, J. Kamphausen, Bielefeld 2011, ISBN 978-3-89901-595-9
- U. a. Margrit Kennedy: Die Lifestyle-Falle, Rhombos-Verlag, 2007, ISBN 978-3-938807-49-1
- Frauen leisten die wichtigste Arbeit. Vier Aufsätze über die Situation der Frauen in der Wirtschaft (mit Helmut Creutz und Hans Weitkamp), Gauke, Kiel 1996, ISBN 978-3-87998-436-7
- Handbuch ökologischer Siedlungs(um)bau (hg. mit Declan Kennedy), Reimer, Berlin 1998, ISBN 978-3-496-02638-9
- Energetische Optimierung einer Produktionshalle unter besonderer Berücksichtigung eines innovativen Lüftungskonzeptes. Abschlussbericht Teil 1, hg. v. Margrit Kennedy et al., IRB, Stuttgart 1999, ISBN 978-3-8167-5456-5
- Geld ohne Zinsen und Inflation. Ein Tauschmittel, das jedem dient, Goldmann, München 2005, ISBN 978-3-442-12341-4, erstmals 1987 publiziert, danach immer wieder überarbeitet und in 22 Sprachen übersetzt. Die Ausgabe von 2006 ist Online im Volltext erhältlich.
- Regionalwährungen. Neue Wege zu nachhaltigem Wohlstand (mit Bernard A. Lietaer), Riemann, München 2006, ISBN 978-3-570-50052-1
- The Inner City, Elek, London, 1972
- Building Community Schools. An Analysis of Experiences, UNESCO, Paris 1979, ISBN 92-3-101583-4
- Stadtökologie, 2 Bd., Fischer, Frankfurt a. M., 1984